# Ty Segall
Ty Segall (* 1987 Laguna Beach, Kalifornie, USA) je americký rockový zpěvák a kytarista. Začínal jako zpěvák skupiny The Epsilons. Než se v roce 2008 vydal na sólovou dráhu, byl členem několika dalších, mezi které patří The Perverts a Sic Alps. V roce 2012 stihl vydat tři řadová alba; Hair se skupinou White Fence, Slaughterhouse jako Ty Segall Band a jedno nazvané Twins pod svým vlastním jménem.

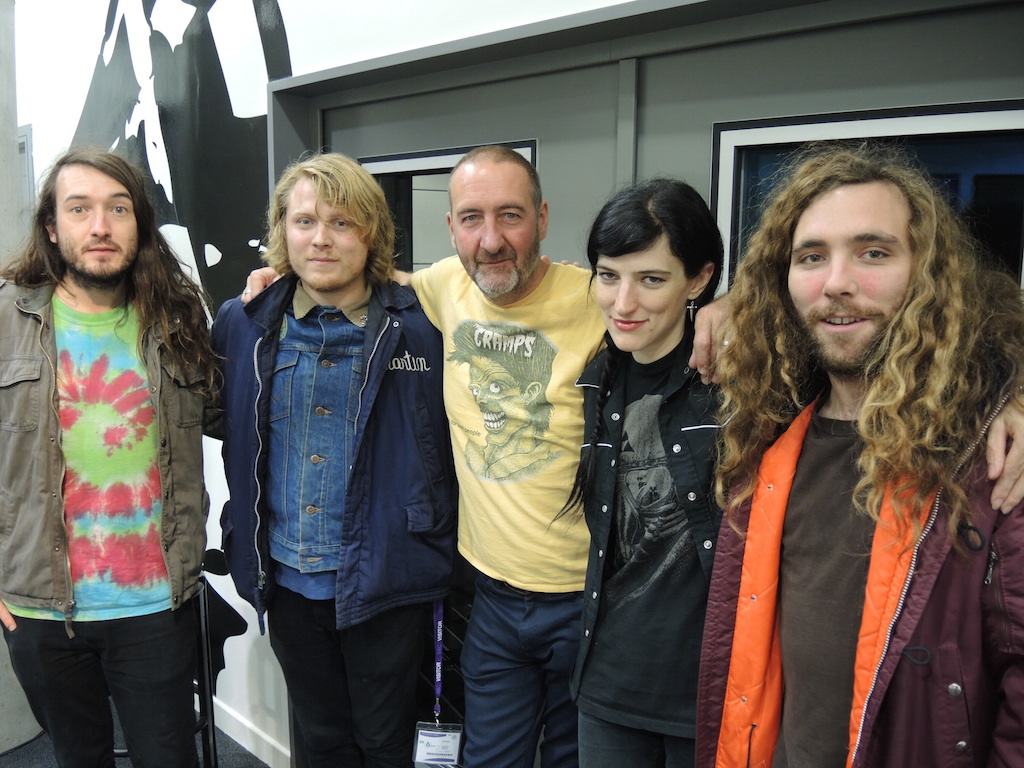
Ty Segall Band a Marc Riley

## Diskografie
Ty Segall
- Ty Segall (2008)
- Lemons (2009)
- Horn The Unicorn
- Melted (2010)
- Goodbye Bread (2011)
- Twins (2012)
- Sleeper (2013)
- Manipulator (2014)
- Ty Rex (2015)
- Mr Face (2015)
- Emotional Mugger (2016)
- Ty Segall (2017)
- Freedom's Goblin (2018)
- Fudge Sandwich (2018)

Ty Segall Band
- Slaughterhouse (2012)

Fuzz
- Fuzz (2013)
- II (2015)